# Черепанка
Черепанка — річка в Україні, у Путильському районі Чернівецької області, права притока Бісківу (басейн Дунаю).

## Опис
Довжина річки приблизно 11 км. Формується з багатьох безіменних струмків.

## Розташування
Бере початок на сході від гори Буковат. Тече переважно на північний захід і в селі Бісків впадає у річку Бісків, праву притоку Путилки.